# مكتوب (مسلسل)
مكتوب مسلسل درامي تونسي عُرض لأول مرة في شهر رمضان 2008 على قناة تونس 7، واستمر بشكل متقطع لأربعة مواسم، آخرها في رمضان 2014 على قناة الحوار التونسي، وهو من إخراج سامي الفهري، وتأليف الطاهر الفازع، وإنتاج شركة كاكتوس.
حقق المسلسل نجاحًا جماهيريًا، حيث أحدث نقلة نوعية في الدراما التونسية من خلال طريقة تصويره وإخراجه التي لم يتعود عليها المتفرج، كما أثار جدالًا حادًا في الشارع التونسي، نظرا لطرحه العديد من القضايا الاجتماعية غير المألوفة، مثل التمييز العنصري، وتجارة المخدرات، والخيانة الزوجية، إضافة إلى تفاصيل الحياة الجامعية والمهنية.

## المواسم
| الموسم        | تاريخ البث  | عدد الحلقات | قناة البث           |
| ------------- | ----------- | ----------- | ------------------- |
| الموسم الأول  | سبتمبر 2008 | 30 حلقة     | قناة تونس 7         |
| الموسم الثاني | أوت 2009    | 30 حلقة     | قناة تونس 7         |
| الموسم الثالث | أوت 2012    | 15 حلقة     | قناة التونسية       |
| الموسم الرابع | جويلية 2014 | 23 حلقة     | قناة الحوار التونسي |

## القصة

### الموسم الأول
تدور أحداث المسلسل حول عائلة الناجي، وهي عائلة تونسية ذات مكانة اجتماعية مرموقة، تتكون من ثلاثة أبناء، محمد علي (دالي) ومراد ومهدي إضافة إلى والدتهم جميلة.
يعيش دالي مع زوجته سامية وابنه يوسف في منزل العائلة الكبير، إلا أنه يقيم علاقة مع امرأة تُدعى شاهيناز، ويُنجب منها طفلة دون علم زوجته. مع اكتشافها، تطلب سامية الطلاق من زوجها، كما ترفض والدته جميلة الإعتراف بشاهيناز وابنتها في البداية. في المقابل، يحاول مراد، شقيق دالي، مساعدة شاهيناز بعد أن تخلى عنها هذا الأخير.
من ناحية أخرى، مهدي، الابن الأصغر لعائلة الناجي، هو طالب جامعي، يتعرف على شابة تُدعى يُسر، إلا أن والدته جميلة ترفض هذه العلاقة بسبب لون بشرتها. يدرس مهدي مع ثلة من رفاقه، مثل إلياس عبد الحق، ابن رجل أعمال ثري، وخطيبته سيرين، وريم، إضافة إلى منتصر، وهو طالب متفوق في دراسته، لكنه ذو أصول متواضعة.
يحاول منتصر أن يصبح مثل أصدقائه، فيتوجه إلى العمل في تجارة المخدرات، بالشراكة مع شكري بن نفيسة (شوكو) الذي يعمل في تهريب المخدرات.
بعد انفصاله عن زوجته، يتعرف دالي على شقيقة سيرين الصغرى، التي تُدعى سارة، إلا أنهما يتعرضان إلى حادث مرور، تموت فيه هذه الأخيرة.

### الموسم الثاني
بعد تعرضه لحادث مرور، يلتقي دالي بالمدلكة إبتسام، التي تساعده أثناء فترة النقاهة، حيث يُعجب بها، وينوي الزواج بها، لكنه يكتشف أنها على علاقة برجل أعمال ثري، له شركات يخفي ورائها تجارته في المخدرات يُدعى عباس. هذا الأخير يحاول منع العلاقة بين دالي وإبتسام.
علاوة على ذلك، يقع مراد، شقيق دالي، في حب شاهيناز، ويخطط للزواج منها، لكنه يكتشف أنها لا تزال تحب دالي، الذي يعود إليها بعد قطع علاقته بإبتسام.
من جهة أخرى، تحاول جميلة، تزويج ابنها مهدي من سليمة، التي تنحدر من عائلة برجوازية، إلا أنه يصر على الزواج من يُسر. في المقابل، يقوم منتصر باستدراج إلياس لتعاطي المخدرات، فيصبح مدمنًا، مما يؤثر على تصرفاته مع خطيبته سيرين. في الأثناء، يساعد إلياس صديقته ريم حتى تجد وظيفة سكرتيرة لدى والده (لمين). هذا الأخير يُعجب بها، وينوي الزواج منها، فتوافق ريم طمعا في ثروته. يرفض إلياس علاقة والده بريم، فيقوم بقتل والدتها دون قصد. مع محاولة هروبه مع زوجته سيرين، تقوم الشرطة بإلقاء القبض عليه.
إلى جانب ذلك، تنجح الشرطة في الإيقاع بمنتصر وشكري متلبسين بالجرائم التي يقومان بها. فيما بعد، يتم القبض على منتصر، بينما يتم قتل شكري أثناء مطاردته.

### الموسم الثالث
يتزوج دالي من شاهيناز أخيرًا في الموسم الثالث، ويستقر في منزله الجديد. يحاول دالي زيادة ثروته فيلتقي برجل الأعمال المعروف، يوسف بالشيخ، وينجح في الدخول معه في أعمال تجارية. ولكن، يُعجب يوسف بالشيخ بشاهيناز ويحاول إقامة علاقة معها، لكن دالي يمنعه من الاقتراب من زوجته.
من جهة أخرى، يعمل ناجح موظفا في شركة يوسف بالشيخ، وهو رجل مجتهد في عمله ومستقر، حيث له زوجة وابنة كما يثق فيه يوسف كثيرًا. يذهب ناجح إلى منزل يوسف ليخبره بآخر التطورات في العمل، لكنه لا يجده. تحاول فريال، زوجة يوسف، إغراء ناجح، لإقامة علاقة معه لكنه يرفض. على إثر ذلك، تتهمه بالتحرش بها، فيتعرض إلى العديد من المآسي حيث يقبع بالسجن ظلما، وتموت ابنته بعد التعرض لحادث سير أثناء زيارتها له. علاوة على ذلك، تنتحر زوجته شاكرة.

### الموسم الرابع
تستمر عائلة الناجي في التعرض للعديد من المشاكل، حيث قررت جميلة تزويج ابنها مراد من امرأة تدعى ملاك بعد خيبة أمله في شاهيناز، لكن يتبين فيما بعد أنها متحيلة من خلال توريطه في شيكات بدون رصيد، غير أن مراد يسامحها ويعود إليها رغم رفض عائلته. أما الابن الأصغر مهدي فيعود إلى خطيبته الأولى سليمة بعد طلاقه من يُسر، كما يقرر صديقه إلياس العمل في شركة والده، بعد إطلاق سراحه من السجن، وابتعاده عن المخدرات، وبدء صفحة جديدة مع زوجته سيرين، وذلك رغم محاولات ريم الاستيلاء على ثروة عائلة عبد الحق بعد إصابة زوجها لمين (والد إلياس) بمرض الزهايمر.
في هذه الأثناء، تقرر جميلة بدورها الزواج من أستاذ الموسيقى الذي يعلّمها عزف العود، سي أحمد، رغم رفض دالي القاطع لذلك. في نفس الوقت، يصر يوسف بالشيخ على إقامة علاقة مع شاهيناز، فيضربه دالي بعنف، ويهرب ليختبئ في منزل سائقه، ياسين.

## الشخصيات

### الشخصيات الرئيسية
- ظافر العابدين: «محمد علي (دالي) الناجي» الابن الأكبر لعائلة الناجي
- جودة ناجح: «جميلة الناجي» والدة دالي
- فارس نعناع: «مراد الناجي» الابن الأوسط لعائلة الناجي
- أحمد الأندلسي: «مهدي الناجي» الابن الأصغر لعائلة الناجي
- درة زروق: «سامية الناجي» زوجة دالي الأولى
- مريم بن مامي: «شاهيناز معاوية الناجي» زوجة دالي الثانية
- عاطف بن حسين: «شكري (شوكو) بن نفيسة» تاجر مخدرات
- هند صبري: «إبتسام» مدلكة دالي، ثم حبيبته
- محمد إدريس: «عباس» رجل أعمال وتاجر مخدرات، حبيب إبتسام
- ناجي ناجح: «يوسف بالشيخ» رجل أعمال ثري
- ياسين بن قمرة: «إلياس عبد الحق» صديق مهدي المقرب
- حلمي الدريدي: «منتصر» طالب جامعي وصديق مهدي، شريك شوكو في تجارة المخدرات
- رانية القابسي: «يُسر» حبيبة مهدي، ثم زوجته
- نادية بوستة / عفاف بن محمود: «ريم بن أحمد» صديقة إلياس ومهدي ومنتصر
- سميرة المقرون: «سيرين» خطيبة إلياس ثم زوجته، صديقة مهدي وريم ويُسر
- حكيم بومسعودي: «ناجح» موظف لدى يوسف بالشيخ
- مريم بن شعبان: «شاكرة» زوجة ناجح

### الشخصيات الثانوية
- عبد الغني بن طارة: «لمين عبد الحق» رجل أعمال ثري، والد إلياس وزوج ريم
- آمال سفطة: «نجاة بن أحمد» والدة ريم
- جمال المداني: «المنجي» نجار، خطيب نجاة
- صلاح مصدق: «الناصر» والد سيرين
- سنية المؤدب: «خديجة» زوجة الناصر، والدة سيرين
- دليلة مفتاحي: «منوبية» والدة إبتسام
- كوثر الباردي: «شلبية» أو «شوبي» مربية ابنة دالي وشاهيناز
- مرام بن عزيزة: «سليمة» خطيبة مهدي الأولى
- أمل الجليزي: «سارة» شقيقة سيرين الصغرى، وحبيبة دالي الثانية
- لطفي بوشناق / رؤوف بن عمر: «سي أحمد» عازف عود، زوج جميلة
- نصر الدين السهيلي: «محرز (حروز) بن نفيسة» شقيق شوكو، وشريكه في تجارة المخدرات
- حسام الساحلي: «كمال» منافس شوكو في تجارة المخدرات
- محمد علي بن جمعة: «سامي» ابن الناصر وخديجة، شقيق سيرين، زوج سامية الثاني
- محمد أمين حمزاوي: «هارون بالشيخ» ابن يوسف بالشيخ
- انتصار الغربي: «عائشة بن فرحات» خطيبة هارون
- مريم بن حسين: «ملاك» زوجة مراد
- سهير بن عمارة: «ليليا» أو «ليلي» صديقة شاهيناز
- معز التومي: «هشام» محامي، شقيق سامية
- نجلاء بن عبد الله: «فريال بن عبد الله» زوجة يوسف بالشيخ

### ضيوف الشرف
- سامية رحيم: «كاميليا عبد الحق» والدة إلياس وطليقة لمين
- محمد السياري: «قيس بن أحمد» والد ريم وطليق نجاة
- ساندي علي: «نُزهة» حبيبة قيس
- بلال الباجي: «ياسين» سائق دالي
- نضال السعدي: «شمس» شقيق ياسين
- ليلى بن خليفة: «حليمة» شقيقة ياسين وشمس
- نصاف بن حفصية: «عزيزة» خادمة منزل يوسف بالشيخ
- سنية المنقعي: «مريم» صديقة شوكو
- عربية التارزي: «سيدة» والدة يُسر
- فتحي المسلماني: «منذر بن فرحات» قاضي، والد عائشة
- جميلة الشيحي: «نجوى بن فرحات» زوجة منذر، والدة عائشة
- بية الزردي: «منية» والدة سليمة
- خالد هويسة: «حاتم» محامي دالي
- سامي التميمي: «سليم» ابن الناصر وخديجة، شقيق سيرين
- فاطمة بعزاوي: «آمال» خطيبة شوكو الأولى
- هشام رستم: «توفيق بن عبد الله» والد فريال
- عزيزة بولبيار: «عزيزة» والدة شاكرة
- راضي الجعايدي: «صلاح» خطيب يُسر الأول

## فريق العمل
| العمل     | صاحب العمل          |
| --------- | ------------------- |
| الإنتاج   | شركة كاكتوس للإنتاج |
| الموسيقى  | مهدي المولهي        |
| السيناريو | الطاهر الفازع       |
| الإخراج   | سامي الفهري         |